# Boz Qonj
Boz Qonj (persiska: بز قنج, Bozqūnj) är en ort i Iran.   Den ligger i provinsen Khorasan, i den östra delen av landet, 800 km öster om huvudstaden Teheran. Boz Qonj ligger 1 996 meter över havet och antalet invånare är 185.
Terrängen runt Boz Qonj är huvudsakligen kuperad, men åt nordost är den platt. Runt Boz Qonj är det glesbefolkat, med 12 invånare per kvadratkilometer. Närmaste större samhälle är Naqenj, 13,3 km nordost om Boz Qonj. Omgivningarna runt Boz Qonj är i huvudsak ett öppet busklandskap.